# Corrado di Baviera
Corrado il Guelfo, in tedesco Konrad von Bayern (Ravensburg, 1105 – Modugno, 1126 o 1127), è stato un monaco cistercense ed è venerato come santo dalla Chiesa cattolica.

## Biografia

### Famiglia e origini
Le notizie principali sulla vita di Corrado si ricavano dall'Historia Welforum, testo di autore anonimo pubblicato attorno al 1170 sotto il patrocinio del duca di Spoleto Guelfo I (fratello minore di Corrado) allo scopo di celebrare le gesta della famiglia dei Guelfi. Altri elementi sono desumibili da alcune epistole di san Bernardo di Chiaravalle, oltre che dai reperti archeologici esistenti presso il Santuario della Madonna della Grotta di Modugno (BA) e dagli antichi testi liturgici della diocesi di Molfetta.
Corrado fu il terzogenito di Enrico IX detto il Nero e di Wulfilde di Sassonia. La sua famiglia paterna era di origine italiana in quanto il nonno paterno di Corrado era Guelfo di Baviera che acquisì il ducato di Baviera dallo zio Guelfo di Carinzia, morto senza eredi. Per parte di madre, Corrado discendeva da Magnus di Sassonia, appartenente alla dinastia dei Billunghi, e da Sofia di Ungheria, figlia di Béla I d'Ungheria e vedova di Ulrico I, margravio di Carniola. Enrico il Nero, sposando Wulfilde, ottenne numerosi possedimenti in Sassonia ai quali unì il ducato di Baviera che acquisì nel 1120 a seguito della morte del fratello Guelfo II di Baviera. Enrico divenne così uno dei principi più importanti di Germania. Alla famiglia dei Guelfi era appartenuto anche Corrado, vescovo di Costanza (900 c.a.- 975), che sarebbe stato canonizzato nel 1123. Si ipotizza che l'imposizione del nome "Corrado", volesse essere un omaggio al vescovo di Costanza di cui, in quell'epoca, la famiglia caldeggiava la canonizzazione, anche in vista del destino del terzogenito di Enrico che, secondo le consuetudini, doveva essere la carriera ecclesiastica.
Corrado ebbe due fratelli: Enrico X detto l'Orgoglioso (che ereditò il ducato nel 1126 alla morte del padre) e Guelfo I (duca di Spoleto), e quattro sorelle: Giuditta (sposa di Federico II duca di Svevia e madre dell'imperatore Federico Barbarossa), Sofia (che sposò prima Berthold III di Zähringen e successivamente Leopoldo di Stiria), Matilde e Wulfilde, oltre ad altri fratelli morti prematuramente.

### Monaco cistercense
Non essendo destinato a ereditare i possedimenti del padre a causa delle usanze previste dal maggiorascato, venne avviato giovinetto alla vita ecclesiastica. Studiò presso la scuola della cattedrale di Colonia. Obiettivo della famiglia era probabilmente quello di farlo succedere sulla cattedra arcivescovile all'arcivescovo Federico. A Colonia il giovane divenne chierico e si preparava ad accedere al sacerdozio distinguendosi per virtù e bontà d'animo, amato e giudicato degno di sommo onore dal clero e da tutto il popolo.
Desideroso di condurre una vita esemplarmente cristiana, Corrado si infervorò ascoltando la predicazione di Arnoldo, abate del monastero cistercense di Morimond (in Francia). Attratto dallo stile di vita dei monaci, senza il consenso della famiglia, il giovane abbandonò Colonia, le ricchezze e gli agi connessi al proprio rango, e divenne monaco presso Morimond abbracciando il severo stile di vita dei cistercensi.
In quel periodo il neonato Ordine Cistercense era in pieno sviluppo. Sorto nel 1098 ad opera di Roberto di Molesme all'interno della congregazione cluniacense, aveva come principio ispiratore il ritorno alla stretta osservanza della regola di san Benedetto da Norcia. Prima sede dell'ordine era stato il monastero di Citeaux (in latino Cistercium), al quale si unirono altri quattro monasteri detti abbazie primigenie: La Ferté (1113), Pontigny (1114), Morimond (1114) e Clairvaux (1115). Successivamente vennero fondati nuovi monasteri e affiliati alle abbazie preesistenti, e tanti giovani ne abbracciavano con entusiasmo la regola desiderando di vivere il Vangelo in maniera radicale. L'abate Arnoldo di Morimond organizzò una spedizione in Terra Santa con l'obiettivo di fondarvi un monastero, suscitando però la disapprovazione di numerosi membri importanti dell'Ordine e della Chiesa, intimoriti dai rischi di una simile impresa e convinti della necessità di inviare in Terra Santa soldati pronti a combattere piuttosto che monaci in preghiera. Era infatti, quella, l'epoca delle crociate. Bernardo, abate di Chiaravalle (Clairvaux), si impegnò molto per ostacolare il progetto del confratello Arnoldo. Scrisse diverse epistole cercando l'appoggio di personaggi influenti dell'epoca allo scopo di ostacolare l'impresa che metteva in pericolo la vita del gruppo dei monaci e in cattiva luce la dignità dell'Ordine. In due di esse, destinate la prima al canonico Brunone dei conti di Berg e Altena, la seconda a papa Callisto II, Bernardo fa riferimento al coinvolgimento del principe Guelfo, evidenziando la necessità di bloccare l'iniziativa di Arnoldo per non attirare contro i cistercensi le antipatie del potente casato dei Guelfi giacché tra i giovani monaci unitisi a lui nel suo peregrinare vi era anche Corrado, "quel nobile giovinetto trascinato via da Colonia qualche anno addietro con grande scandalo".
Agli inizi del 1125 però l'abate Arnoldo morì improvvisamente e i monaci unitisi a lui, spaesati, fecero ritorno ai loro monasteri. Ma Corrado, desideroso di visitare la terra di Gesù Cristo, proseguì da solo il pellegrinaggio percorrendo l'Italia fino a Bari, trovando ospitalità presso una comunità di monaci benedettini residenti nell'agro di Modugno senza probabilmente raggiungere mai la destinazione prefissata.
A Modugno Corrado volle perfezionare la propria santità attraverso l'esperienza dell'eremitismo. Visse in penitenza il resto dei suoi giorni pregando, digiunando e riposando sulla roccia nuda all'interno di una grotta carsica, suscitando una forte impressione nella gente del posto, attratta dalla figura di questo giovane principe che, disprezzando le ricchezze mondane, aveva abbracciato una vita di sacrifici e stenti in una terra straniera. 
L'Historia Welforum afferma che la morte lo colse nel periodo in cui morirono in Baviera entrambi i genitori, nell'inverno tra il 1126 e il 1127. La tradizione locale ne fissa il trapasso al 17 marzo.

## Culto

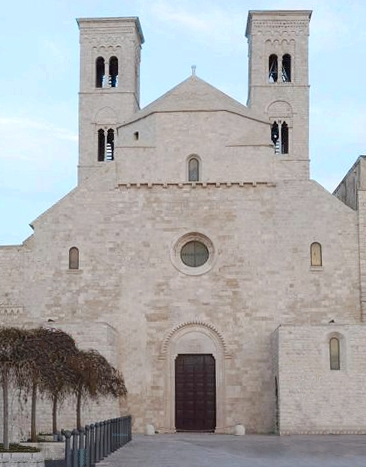
Facciata della chiesa di San Corrado a Molfetta.

Il corpo di Corrado venne, in un primo tempo, custodito nella stessa abbazia di Modugno, che divenne meta del pellegrinaggio di devoti, molti dei quali originari di Molfetta, paese che probabilmente ospitò il santo nel corso del pellegrinaggio verso Gerusalemme. Quando l'abbazia venne soppressa da Roberto d'Angiò e lasciata incustodita, i molfettesi decisero di trasportare nella propria città le ossa. La data di quella traslazione, il 9 febbraio, viene celebrata ogni anno dai molfettesi. L'atto della traslazione delle spoglie mortali, secondo le consuetudini dell'epoca, sanciva la canonizzazione del servo di Dio che veniva di fatto riconosciuto ufficialmente Santo e Patrono della città.
In un primo tempo, il corpo venne sistemato in una cripta del duomo di Molfetta dedicato all'Assunta. Successivamente, a causa dell'umidità presente nella cripta, le reliquie vennero poste in una cappella costruita per lo scopo all'interno del duomo. Infine, il 10 luglio 1785, le ossa del santo vennero sistemate nella nuova cattedrale: il corpo venne sistemato sotto l'altare a lui dedicato e il teschio incastonato all'interno di un busto d'argento. In questa data avviene la festa patronale. Il vecchio Duomo, da quel momento, fu intitolato a San Corrado.

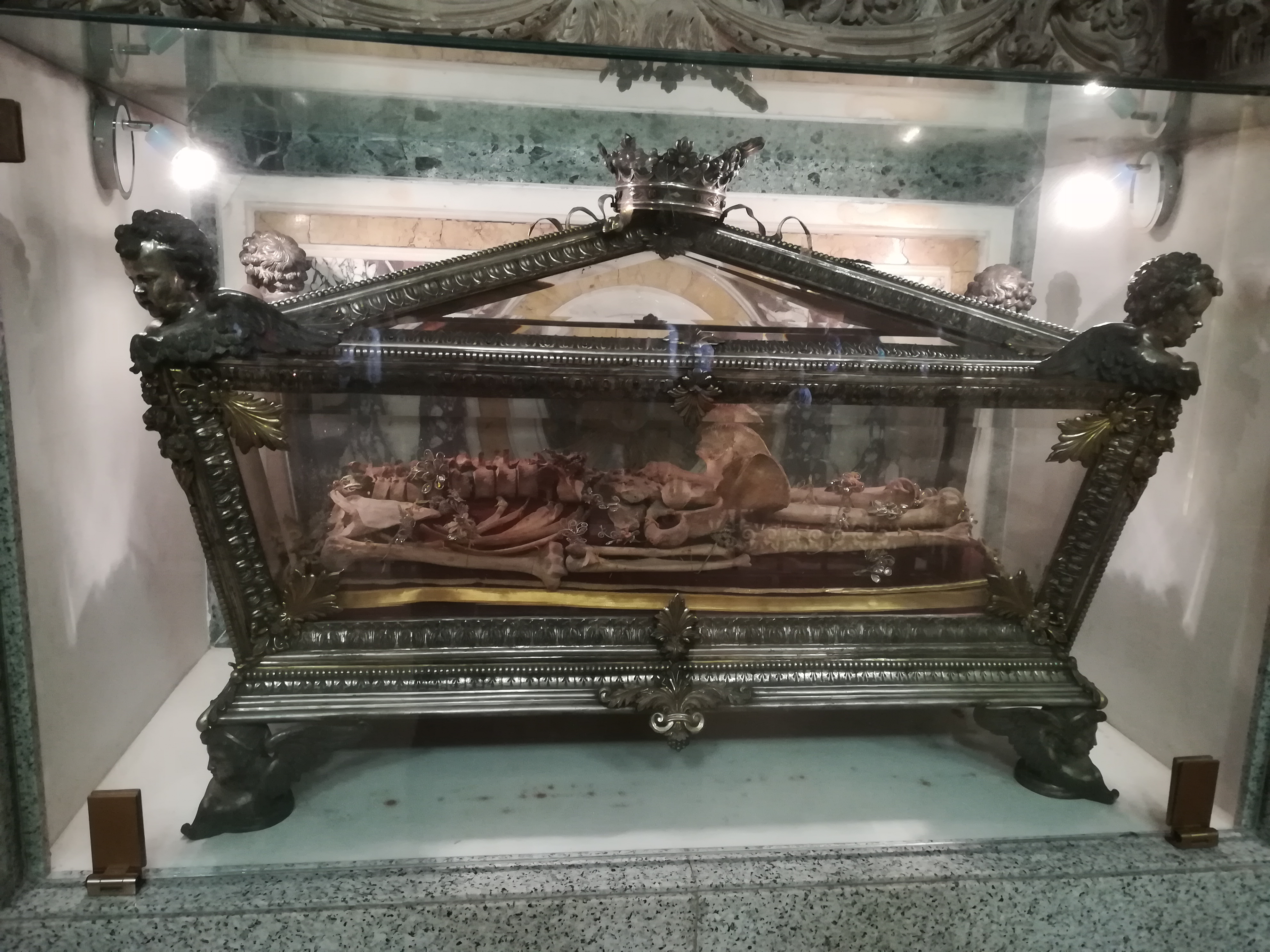
Cattedrale di Molfetta: urna di argento e cristallo contenente i resti del corpo di san Corrado. Il cranio si custodisce in un altro reliquiario argenteo raffigurante il santo a mezzo busto.

Ancora oggi, alcuni molfettesi si recano in pellegrinaggio a Modugno nel luogo dove il santo visse i suoi ultimi anni. A Modugno è custodita, nella chiesa di Maria Santissima Annunziata, una reliquia di San Corrado.
Il suo culto fu confermato da papa Gregorio XVI, il quale procedette alla canonizzazione equipollente del venerato monaco il 6 aprile 1832. Il santo è commemorato il 9 febbraio (traslazione), il 17 marzo (dies natalis), la seconda domenica di luglio (traslazione nella nuova cattedrale).
Dal Martirologio Romano: "A Modugno vicino a Bari in Puglia, beato Corrado, che condusse vita eremitica in Palestina, abitando fino alla morte in una misera grotta".

## Ascendenza
|                       |                     |                         | Genitori                 |  |  | Nonni |  |  | Bisnonni               |  |  | Trisnonni      |  |
|                       |                     |                         |                          |  |  |       |  |  | Alberto Azzo II d'Este |  |  | Alberto Azzo I |  |
|                       |                     |                         |                          |  |  |       |  |  | Alberto Azzo II d'Este |  |  | Alberto Azzo I |  |
|                       |                     | Adelaide                |                          |  |  |       |  |  | Alberto Azzo II d'Este |  |  |                |  |
| Guelfo I di Baviera   |                     |                         |                          |  |  |       |  |  | Alberto Azzo II d'Este |  |  |                |  |
|                       |                     | Cunegonda di Altdorf    | Guelfo III di Altdorf    |  |  |       |  |  |                        |  |  |                |  |
|                       |                     | Cunegonda di Altdorf    | Guelfo III di Altdorf    |  |  |       |  |  |                        |  |  |                |  |
|                       |                     | Cunegonda di Altdorf    | Imiza di Lussemburgo     |  |  |       |  |  |                        |  |  |                |  |
| Enrico IX di Baviera  |                     | Cunegonda di Altdorf    |                          |  |  |       |  |  |                        |  |  |                |  |
|                       |                     | Baldovino IV di Fiandra | Arnolfo II di Fiandra    |  |  |       |  |  |                        |  |  |                |  |
|                       |                     | Baldovino IV di Fiandra | Arnolfo II di Fiandra    |  |  |       |  |  |                        |  |  |                |  |
|                       |                     | Baldovino IV di Fiandra | Rozala d'Ivrea           |  |  |       |  |  |                        |  |  |                |  |
| Giuditta di Fiandra   |                     | Baldovino IV di Fiandra |                          |  |  |       |  |  |                        |  |  |                |  |
|                       |                     | Eleonora di Normandia   | Riccardo II di Normandia |  |  |       |  |  |                        |  |  |                |  |
|                       |                     | Eleonora di Normandia   | Riccardo II di Normandia |  |  |       |  |  |                        |  |  |                |  |
|                       |                     | Eleonora di Normandia   | Giuditta di Bretagna     |  |  |       |  |  |                        |  |  |                |  |
| Corrado di Baviera    |                     | Eleonora di Normandia   |                          |  |  |       |  |  |                        |  |  |                |  |
|                       | Ordulfo di Sassonia | Bernardo II di Sassonia |                          |  |  |       |  |  |                        |  |  |                |  |
|                       | Ordulfo di Sassonia | Bernardo II di Sassonia |                          |  |  |       |  |  |                        |  |  |                |  |
|                       | Ordulfo di Sassonia | Eilika di Schweinfurt   |                          |  |  |       |  |  |                        |  |  |                |  |
| Magnus di Sassonia    | Ordulfo di Sassonia |                         |                          |  |  |       |  |  |                        |  |  |                |  |
|                       |                     | Wulfhild di Norvegia    | Olaf II di Norvegia      |  |  |       |  |  |                        |  |  |                |  |
|                       |                     | Wulfhild di Norvegia    | Olaf II di Norvegia      |  |  |       |  |  |                        |  |  |                |  |
|                       |                     | Wulfhild di Norvegia    | Astrid Olfosdotter       |  |  |       |  |  |                        |  |  |                |  |
| Wulfhilde di Sassonia |                     | Wulfhild di Norvegia    |                          |  |  |       |  |  |                        |  |  |                |  |
|                       |                     | Béla I d'Ungheria       | Vazul                    |  |  |       |  |  |                        |  |  |                |  |
|                       |                     | Béla I d'Ungheria       | Vazul                    |  |  |       |  |  |                        |  |  |                |  |
|                       |                     | Béla I d'Ungheria       | …                        |  |  |       |  |  |                        |  |  |                |  |
| Sofia d'Ungheria      |                     | Béla I d'Ungheria       |                          |  |  |       |  |  |                        |  |  |                |  |
|                       |                     | Richeza di Polonia      | Miecislao II di Polonia  |  |  |       |  |  |                        |  |  |                |  |
|                       |                     | Richeza di Polonia      | Miecislao II di Polonia  |  |  |       |  |  |                        |  |  |                |  |
|                       |                     | Richeza di Polonia      | Richeza di Lotaringia    |  |  |       |  |  |                        |  |  |                |  |
|                       |                     | Richeza di Polonia      |                          |  |  |       |  |  |                        |  |  |                |  |